# Batalla de l'Esquirol
La batalla de l'Esquirol va ser un episodi militar de la Guerra del Francès.

## Antecedents
Després de la capitulació de València el 9 de gener de 1812, l'exèrcit francès es va aturar per la malaltia del mariscal Louis Gabriel Suchet, i la retirada de tropes per la invasió de Rússia de Napoleó va impedir conquestes addicionals. Suchet es va mantenir força tranquil aquell any i el 21 de juliol de 1812, el general de divisió Jean Isidore Harispe, va derrotar l'exèrcit espanyol del general José O'Donnell a la batalla de Castalla, fent que Thomas Maitland abandonés la seva invasió amfíbia de Catalunya i desembarqués el seu petit exèrcit aliat a Alacant, controlat pels espanyols. Aquell estiu i tardor, Arthur Wellesley va derrotar els francesos a la batalla dels Arapiles, va capturar Madrid, i es va retirar de nou a Portugal després del setge de Burgos. Durant aquests fets importants, Suchet i Maitland van romandre majoritàriament inactius.
Amb el triomf de Wellington a la batalla de Vitòria, les posicions de Suchet a València i Aragó no es podien sostenir i va retirar les tropes, que va concentrar a prop de Barcelona, deixant guarnicions a Dénia (120 homes), Sagunt (1.200), Peníscola (500), Morella (120) i Tortosa (5.500), i a Mequinensa (400 hombres) i Montsó, seguits per l'exèrcit de William Bentinck de 28.000 espanyols, britànics, alemanys i italians.

## Batalla
El juliol de 1813, el general Decaen va posar en marxa un pla per tal d'encerclar les tropes aliades que s'estaven aplegant a Vic, capital administrativa i militar patriota. Mentre ell s'apropava des de Barcelona pel Vallès, ordenà al general Lamarque que s'hi encaminés des d'Olot. El punt de trobada havia d'ésser el poble de l'Esquirol. El 8 de juliol, el general Lamarque, sortí d'Olot conduint una columna de 1.500 francesos i uns tres-cents miquelets, forçant el pas de la Salut, baixant cap a l'Esquirol i avançant-se fins a Roda de Ter, on des de l'altre costat del riu fou deturat per tres cossos d'exèrcit del general Manso i Villamil i el baró d'Eroles, uns 8.000 homes, inclosos els miquelets i un regiment rus tot just arribat. El combat durà nou hores.

## Conseqüències
El 9 de juliol, replegant-se davant els aliats, va haver de defensar-se a la Salut durant dos dies i, quan els seus homes ja havien esgotat la munició, se'n va sortir mercés a l'arribada d'una columna de reforç manada pel general Beurmann, que arribava des d'Amer. Els imperials provaren un altre cop de trencar les línies enemigues, però, hagueren de desistir enfront de la resistència dels insurrectes.
Finalment, el 13 d'agost, el  general Suchet es va retirar de Tarragona. Després de la derrota de Frederick Adam a la batalla de l'Ordal, William Bentinck va abandonar Vilafranca i va tornar a Tarragona i va renunciar al comandament, però la victòria de Suchet no va salvar la posició francesa a Catalunya. Com que les seves tropes eren drenades constantment per defensar l'est de França, el mariscal es va veure obligat a retirar-se als Pirineus, deixant enrere diverses guarnicions, que foren retirades una per una fins que només Barcelona va quedar en mans franceses al final del conflicte.